# Jean Boizard
Pour les articles homonymes, voir Jean Boizard (numismate) et Boizard.
Jean Boizard (1666-1717) est un facteur d'orgues français.

## Biographie
Jean Boizard est baptisé le 2 juin 1666 à Fontaine-Milon (Anjou) et il meurt le 26 décembre 1717  à Stenay (Meuse), à l'âge de 51 ans, peu de temps avant d’achever l’orgue de Stenay, des suites d'une chute lors d'un retour nocturne, « par la trop grande quantité de vin qu'il avoit pris ».
Il aurait fait son apprentissage chez Paul Maillard, organier angevin, puis se serait perfectionné à Paris, notamment auprès de la famille Thierry; on le trouve en janvier 1701 associé à Nicolas Lebé pour s'occuper de l'orgue de la paroisse Saint Sauveur à Verdun.
Il épouse à Vervins dans la paroisse Notre-Dame, le 19 février 1701, Marie Limillart, âgée de vingt ans, fille du chantre et organiste des lieux.
En 1706, naissance de sa fille Marie à Sedan (Ardennes) où il est facteur d'orgues (paroisse Saint Charles)

## Œuvre

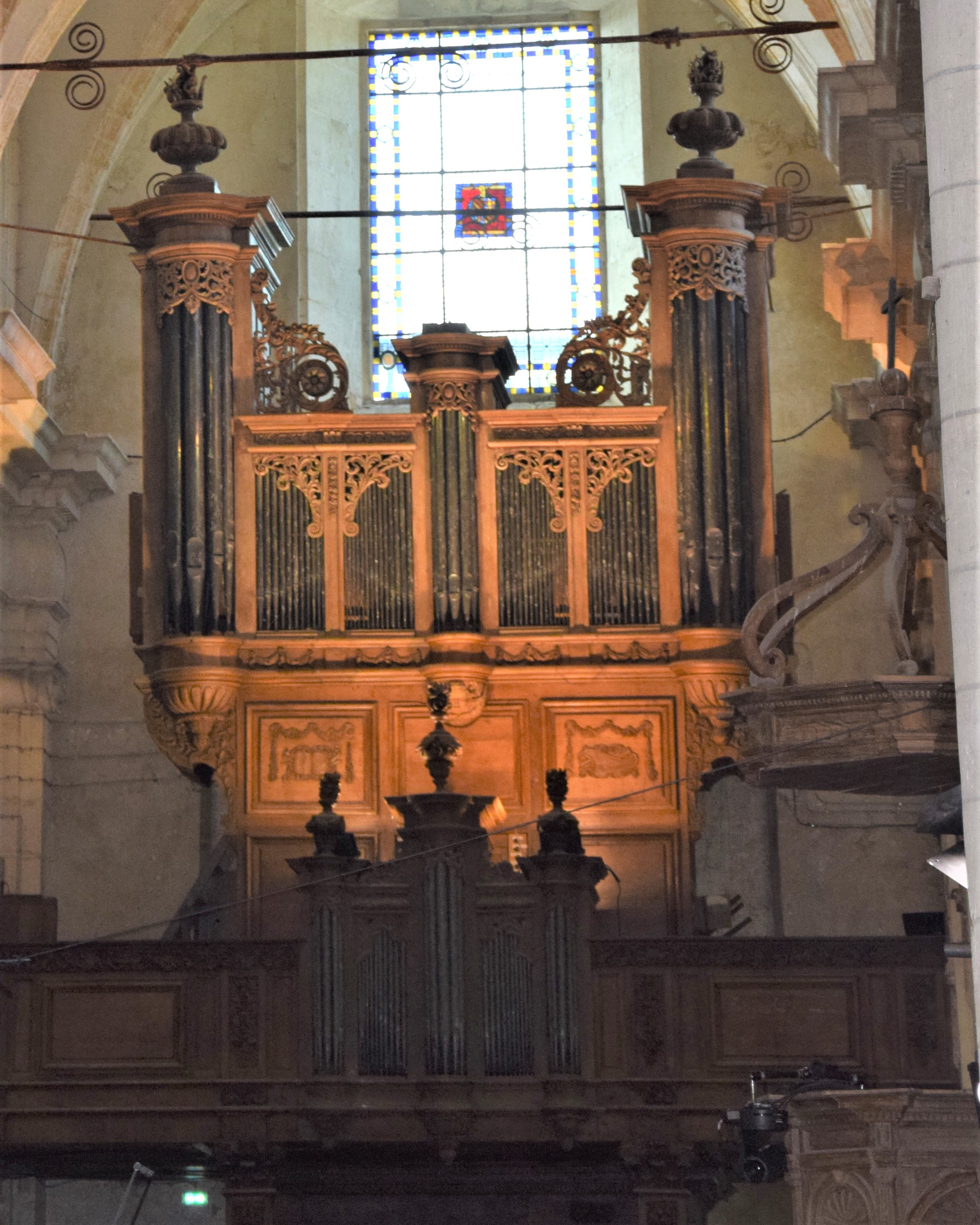
Orgue de l'Abbaye de Saint-Michel-en-Thiérache

## ŒuvreClassée MH
| Édifice religieux                           | Date réalisation | Référence Palissy    | État               |
| ------------------------------------------- | ---------------- | -------------------- | ------------------ |
| Église Saint-Onesime de Donchery (Meuse)    | 1702             | Notice no PM08000694 | buffet vide        |
| Église Notre-Dame de Dun-sur-Meuse (Meuse)  | 1710             | Notice no PM55000222 | buffet vide        |
| Abbaye de Saint-Michel-en-Thiérache (Aisne) | 1714             | Notice no PM02001505 | restauré, très bon |
| Basilique Notre-Dame d'Avioth (Meuse)       | 1715             | Notice no PM55001391 | buffet             |
| Église Saint-Grégoire de Stenay (Meuse)     | 1717             | Notice no PM55001413 | buffet             |

## Discographie
Son instrument le plus célèbre est l'orgue de l'abbaye de Saint-Michel-en-Thiérache, plusieurs fois enregistré, notamment pour la collection Tempéraments éditée par Radio France (PHOTO):
- L'œuvre d'orgue de Louis Couperin, Davitt Moroney, 3 CD, TEM 316001/2/3
- Quatre suites pour le Magnificat de Jean-Adam Guilain, André Isoir, TEM 316012
- Messe, suites et motets de Guillaume-Gabriel Nivers, Keï Koïto, 2 CD, TEM 316033/34